# ربحي كمال
ربحي كمال توفيق كمال (بالعبرية: רבחי כמאל) هو كاتب ومعلم ومذيع إذاعي فلسطيني، اشتهر في اليشوف بإتقانه اللغة العبرية. بعد النكبة، عاش كمال في المنفى في سوريا، واستخدم معرفته باللغة العبرية لمعارضة الصهيونية أثناء عمله في جهاز المخابرات السوري.

## النشأة
ولد كمال في القدس عام 1913. وهو نجل توفيق كمال، إمام مسجد النبي عكاشة غرب القدس، أكمل دراسته في مدرسة الأليانس، وبعد الدراسة في الاتحاد الإسرائيلي العالمي في القدس، واصل دراسته في جامعة الأزهر في القاهرة. تدرب مدرساً بكلية دار العلوم جامعة القاهرة، وفيها درس فقه اللغة والآرامية والعبرية. وحصل منها على الدبلوم، ثم عمل مدرساً في مدارس الحكومة، فمدرساً في الجامعة العبرية حتى عام 1946، أتقن العبرية أكثر من اليهود وخاصة في تلاوة التوراة والمزامير، غادر فلسطين مع أسرته إلى دمشق إثر النكبة، فعمل بالتدريس في ثانوياتها، ثم مدرساً للعبرية والسريانية والآرامية في كلية الآداب بجامعتها، ونفذ برنامجاً بالعبرية في إذاعتها، ودرّس العبرية بوزارة الدفاع السورية منذ عام 1948، حاصل على الدكتوراه من جامعة مدريد، توفي في عمان في عام 1979، ودفن بها.

## عضوية ومناصب
- محاضر للغة العبرية في جامعة بيروت العربية.
- محاضر للغة العبرية وللسريانية واللغات المقارنة في الجامعة الأردنية.
- محاضراً للغات القديمة وآدابها بالجامعة الأردنية.
- انتخب عضوا في الاتحاد العام للكتاب والصحفيين الفلسطينيين فرع سوريا.

## مؤلفاته
1. دروس اللغة العبرية.
2. المصطلحات العسكرية في اللغة العبرية.
3. قواعد العربية الدارجة بالعبرية وعن اللهجة الفلسطينية).
4. محاضرات في اللغة الآرامية.
5. الإبدال في ضوء اللغات السامية: دراسة مقارنة.
6. الزخرفة البديعية في الشعر العبري الأندلسي في ضوء علم البلاغة العربي.
7. التضاد في ضوء اللغات السامية.
8. مفتاح دروس اللغة العبرية.
9. العرب في الأرض المحتلة.
10. العبرية من غير معلم.
11. المعجم الحديث: عبري - عربي.
12. الغموض في الثقافة العربية (بالفرنسية)

## أنظر أيضا
- النهضة

## فهرس
كمال، ربحي. الفندق الجديد، بيروت، 1975.